# Ayman Al-Hedi
Ayman Al-Hedi es un deportista bareiní que compitió en atletismo adaptado. Ganó una medalla de plata en los Juegos Paralímpicos de Sídney 2000 en la prueba de lanzamiento de disco (clase F51).

## Palmarés internacional
| Juegos Paralímpicos | Juegos Paralímpicos | Juegos Paralímpicos | Juegos Paralímpicos |
| Año                 | Lugar               | Medalla             | Prueba              |
| ------------------- | ------------------- | ------------------- | ------------------- |
| 2000                | Sídney (Australia)  | Medalla de plata    | Disco F51           |